# فینال جام ملت‌های اروپا ۱۹۷۲
فینال جام ملت‌های اروپا ۱۹۷۲، رقابت پایانی جام ملت‌های اروپا ۱۹۷۲ است که مابین تیم ملی فوتبال آلمان غربی و تیم ملی فوتبال شوروی در ورزشگاه کینگ بودوئن، بروکسل برگزار شده‌است.
این مسابقه که در تاریخ ۱۶ ژوئیه ۱۹۷۲ انجام شده‌است با نتیجه ۳ بر ۰ به سود تیم ملی فوتبال آلمان غربی به پایان رسید.